# Algaida
Algaida (en catalan et en castillan) est une commune d'Espagne de l'île de Majorque dans la communauté autonome des Îles Baléares. Elle est située au centre de l'île, à 22 km à l'est de Palma de Majorque, dans la comarque du Pla de Mallorca.

## Géographie

Localisation de l'île Majorque dans les Îles Baléares.
Localisation d'Algaida dans l'île de Majorque.
Localisation de la comarque du Pla de Mallorca dans l'île de Majorque.

La commune s'étend aux abords du massif de Randa.
Elle est voisine des communes de Palma de Majorque, Santa Eugènia, Sencelles, Lloret de Vistalegre, Montuïri et Llucmajor

## Histoire
Le nom d'Algaida provient clairement de l'arabe et signifie « bois, forêt ». Au Moyen Âge, le village était appelé Castellitx du nom de la paroisse situé sur ces terres. Le patron de la ville est saint Honoré, bien que les fêtes à saint Jacques soit très célèbres.
Le noyau urbain d'Algaida, qui avait été une alquería musulmane devient un village royal en 1300 lors des ordonnances de Jacques II de Majorque.

### Les Hospitaliers
Durant la domination arabe, les terres d'Algaida étaient intégrée au district de Muntuy. Après la conquête de l'île par Jacques Ier d'Aragon, elles restèrent un temps dans le domaine royal avant d'être assignées aux Hospitaliers de l'ordre de Saint-Jean de Jérusalem.

## Patrimoine

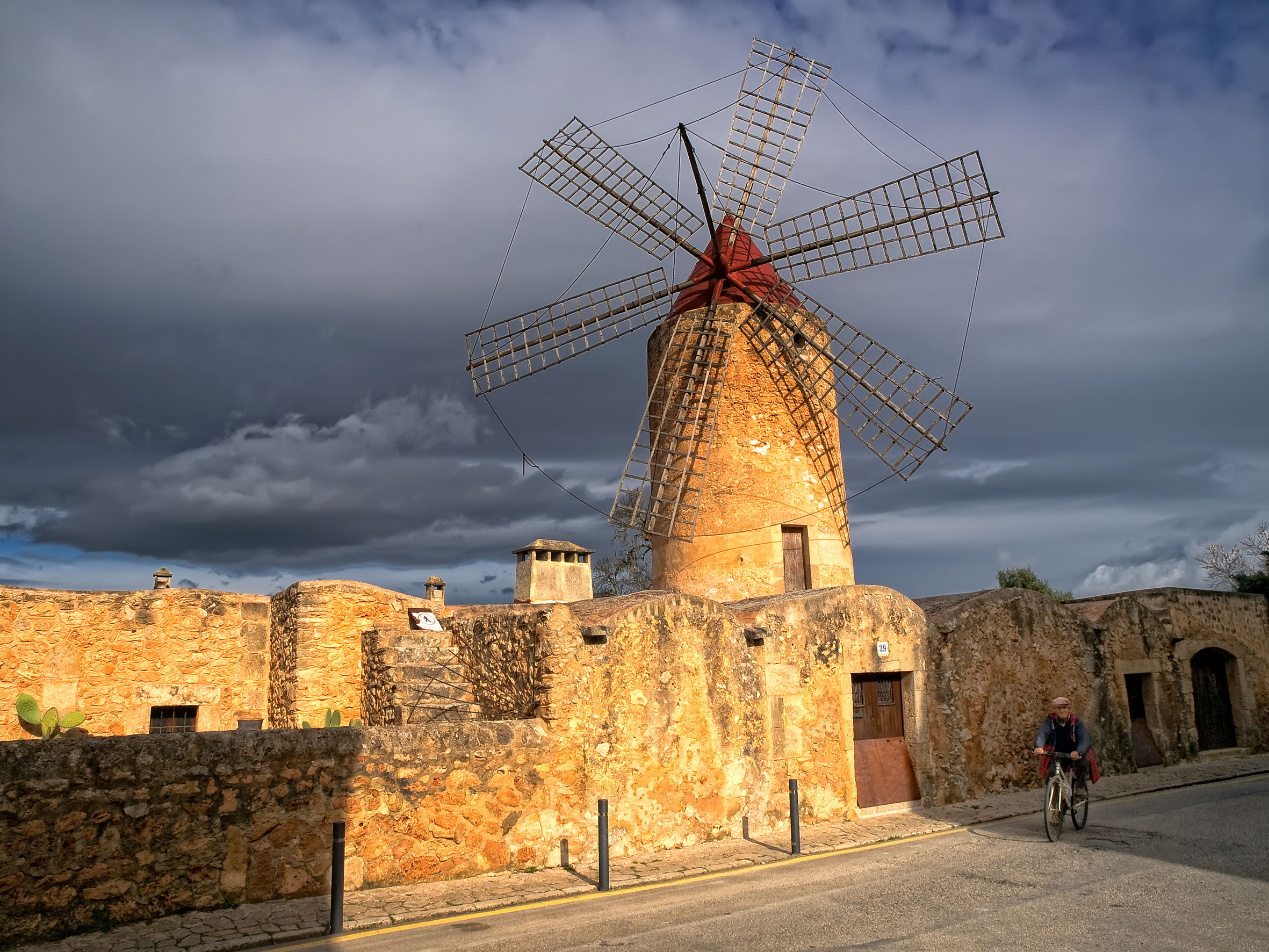
Moulin à vent d'Algaida.

## Personnalités liées à la commune
- Le père Gabriel Ribas (1814-1873) et sa sœur Josefa María (1826-1878), fondateurs en 1856 à Pina (Algaida) de la congrégation des franciscaines filles de la Miséricorde.